# یک مامان و سه بابا
یک مامان و سه بابا (انگلیسی: One Mom and Three Dads؛ کره‌ای: 아빠셋 엄마하나) یک مجموعه تلویزیونی محصول کره جنوبی در ژانر کمدی به سال ۲۰۰۸ میلادی و با بازی یوجین، جو هیون جه، جه هی و شین سونگ روک است. این مجموعه از ۲ آوریل تا ۲۲ مه ۲۰۰۸، از شبکهٔ کی‌بی‌اس۲ پخش شد.

## بازیگران

### اصلی
- یوجین در نقش سونگ نا یونگ
- جو هیون جه در نقش هان سو هیون
- جه هی در نقش چوی کوانگ هی
- شین سونگ روک در نقش ناهوانگ کیونگ ته
- کیم بین وو در نقش پارک سو یون
- جو سانگ ووک در نقش جونگ چان یونگ